# 김제군 (1988년 선거구)
김제군은 대한민국의 옛 국회의원 선거구이다. 당시 전라북도 김제군 지역을 관할했다.

## 역사
제13대 국회의원 선거를 앞두고 부안군·김제군 선거구에서 분리되면서 신설되었다.
1989년 1월, 김제군 김제읍·월촌면이 김제시로 승격되었다. 이에 제14대 국회의원 선거를 앞두고 김제시·김제군 선거구로 개편되었다.

## 역대 국회의원
| 선거   | 정당 | 정당       | 의원   |
| ------ | ---- | ---------- | ------ |
| 1988년 |      | 평화민주당 | 최락도 |

## 역대 선거 결과

### 대한민국 제13대 국회의원 선거
|  | 50.05% |

|  | 31.41% |

|  | 16.28% |

|  | 0.84% |

|  | 0.72% |

|  | 0.67% |